# 20256 Adolfneckař
20256 Adolfneckař là một tiểu hành tinh được phát hiện ngày 23 tháng 3 năm 1998. Nó được phát hiện ở Đài thiên văn Ondřejov ở Cộng hòa Séc bởi P. Pravec. Nó được đặt theo tên Adolf Neckar, một cựu giám đốc của đài thiên văn.